# Maia clàssic
El maia clàssic és el més antic membre de la família lingüística maia històricament testificat. És el principal idioma documentat en les inscripcions precolombines de l'època clàssica de la civilització maia.

## Vincles lingüístics
El maia clàssic és un descendent directe del proto-maia (com són el huastec i yukatek) i l'ancestre comú de la branca cholan dels idiomes maies. Es creu que els còdexs i altres texts clàssics van ser escrits per escrives, en general membres de la casta sacerdotal maia, en una forma literària de ch'olti'. És possible que l'elit maia parlés aquest idioma com a lingua franca a tota l'àrea de parla maia, però també que els texts fossin escrits en altres llengües maies del Petén i del Yucatán. Descendents contemporanis del maia clàssic inclouen el ch'ol i el ch'ortí. Parlants contemporanis del ch'ol i ch'ortí poden entendre moltes paraules en maia clàssic.

## Sistema d'escriptura
El maia clàssic és la principal llengua documentada del sistema d'escriptura utilitzat pels maies precolombins, i està especialment representada en les inscripcions glífiques de les regions de terres baixes del període de c. 200-900 dC. L'escriptura maia té algunes similituds de funció (però no està relacionat amb) uns altres sistemes d'escriptura logosil·làbica com el cuneïforme sumeri-akkadi, en els quals s'utilitza una combinació de signes logogràfics i sil·làbics (grafemes). El corpus de grafemes de l'escriptura es compon d'un nucli de signes sil·làbics que reflecteixen la fonologia de la llengua maia clàssica parlada a la regió en aquest període, que es van combinar o van complementar amb un nombre més gran de logògrafs. Així, les expressions del maia clàssic van poder escriure's en una varietat de formes, ja sigui com a logogrames, ideogrames amb complements fonètics, logogrames amb síl·labes, o utilitzant una combinació purament sil·làbica. Per exemple, en un patró comú moltes arrels de verbs i substantius es donen per logògrafs, mentre que els seus afixs gramaticals van ser escrits de forma sil·làbica, igual que el japonès modern.

## Gramàtica
En la seva tipologia bàsica el maia clàssic és verb-subjecte-objecte i ergatiu, igual que els altres idiomes maies. Com és una polisintètica, utilitza tant el prefix com el sufix per mostrar la funció gramatical. Els substantius no es flexionen per cas o gènere. Existeix també una classe completa d'intransitius que transmeten la posició espacial de l'objecte. A més, l'idioma empra paraules comptables en quantificar els substantius, i utilitza un sistema de numeració vigesimal. Els verbs no es conjuguen segons el temps, sinó que són alterats semànticament per una sèrie de partícules d'aspecte.